# Кеймада-Гранди
Кеймада-Гранди или Змеиный (порт. Ilha da Queimada Grande) — остров в Атлантическом океане в 35 км от берегов Бразилии ровно к югу от Сан-Паулу.

## География
Остров имеет площадь всего около 0,43 км² и высоту 200 м.

## Флора и фауна
Остров известен как место обитания одной из опаснейших змей мира — островного ботропса (Bothrops insularis), чей укус вызывает быстрое омертвение тканей, острую почечную недостаточность,  кровотечения  в желудочно-кишечном тракте и мозге, смерть в 7 % случаев[уточнить]. По этой причине, а также ради сохранения флоры и фауны, власти страны запрещают посещение острова.

## Экономика
В 1909 году на острове был построен маяк, работающий с 1925 года в автоматическом режиме. В водах около острова запрещены рыболовство и дайвинг.
Кеймада-Гранди не подходит для туристов. На законодательном уровне Бразилии подплывать к острову запрещено.